# Merlet major bessó
El merlet major bessó (Pyrgus bellieri), també conegut com a merlet bessó, és una espècie de lepidòpter papilionoïdeu de la família dels hespèrids (Hesperiidae) present als Països Catalans.

## Taxonomia
Pyrgus bellieri és sovint anomenat Pyrgus foulquieri en la literatura científica. Ambdós noms van ser descrits per Charles Oberthür el 1910 com a formes dins del merlet major (Pyrgus alveus) a partir de les diferències en l'extensió de les bandes grogoses al revers de les ales posteriors. Estudis d'estadística multivariant en què s'han tingut en compte diversos paràmetres de la genitàlia masculina apunten que es tracta de dues espècies.

## Distribució
Endèmic de diversos sistemes muntanyosos del sud-oest d'Europa, des del nord-est de la península Ibèrica fins al centre de la península Itàlica, entre els quals s'hi inclouen els Pirineus, el Massís Septentrional, els Alps i els Apenins. Absent de les principals illes mediterrànies. A la península Ibèrica es troba únicament en zones muntanyoses de l'extrem nord-est, amb poblacions disperses a les parts baixes dels Pirineus, Prepirineus, així com al Montseny i al Montsant.

## Descripció
Envergadura alar d'entre 26 i 28 mm. Lleuger dimorfisme sexual en presentar el mascle un plec costal a l'ala anterior i un pinzell de pèls a la tíbia de la pota posterior. Anvers de l'ala anterior amb el fons bru fosc, una escamació grisa a la base i diverses petites taques blanques, sobretot a la meitat exterior. Anvers de l'ala posterior també de color bru fosc amb taques blanquinoses difuses que formen dues bandes. Ambdues ales tenen les fímbries escaquejades. Revers de l'ala anterior similar a l'anvers, però més clara. Revers de l'ala posterior amb el fons bru verdós i diverses taques blanques, de les quals en destaca una amb el marge interior recte a la part exterior (espais E4–E5). En el cas del molt semblant merlet major (Pyrgus alveus), és necessari estudiar la genitàlia masculina o fer estudis genètics per separar-los.

## Hàbitat
Ambients oberts xeròfils, com ara prats secs, pastures subalpines o clarianes. Rang altitudinal des dels 500 m fins als 1800 m. A Catalunya es troba entre els 600 m i els 1.300 m, amb un nombre més gran de registres entre els 800 m i els 1.000 m. L'eruga s'alimenta de diverses cistàcies del gènere Helianthemum, sobretot H. nummularium, així com de rosàcies de caràcter herbaci del gènere Potentilla.

## Període de vol i hibernació
Vola en una generació entre mitjans de juny i agost. Hiverna com a eruga.

## Comportament i particularitats biològiques
Els mascles són territorials. Forma poblacions localitzades, dins de les quals els individus hi poden ser abundants.

## Espècies ibèriques similars
- Merlet major (Pyrgus alveus)
- Merlet boreal (Pyrgus andromedae)
- Merlet ruderal (Pyrgus armoricanus)
- Merlet alpí (Pyrgus cacaliae)
- Merlet reial (Pyrgus carthami)
- Pyrgus cinarae
- Merlet rogenc (Pyrgus cirsii)
- Merlet comú (Pyrgus malvoides)
- Merlet dels erms (Pyrgus onopordi)
- Merlet olivaci (Pyrgus serratulae)
- Pyrgus sidae